# Honda CB 50
La Honda CB 50 è una motocicletta prodotta dalla casa motociclistica giapponese Honda dal 1971 al 1982.

## Descrizione

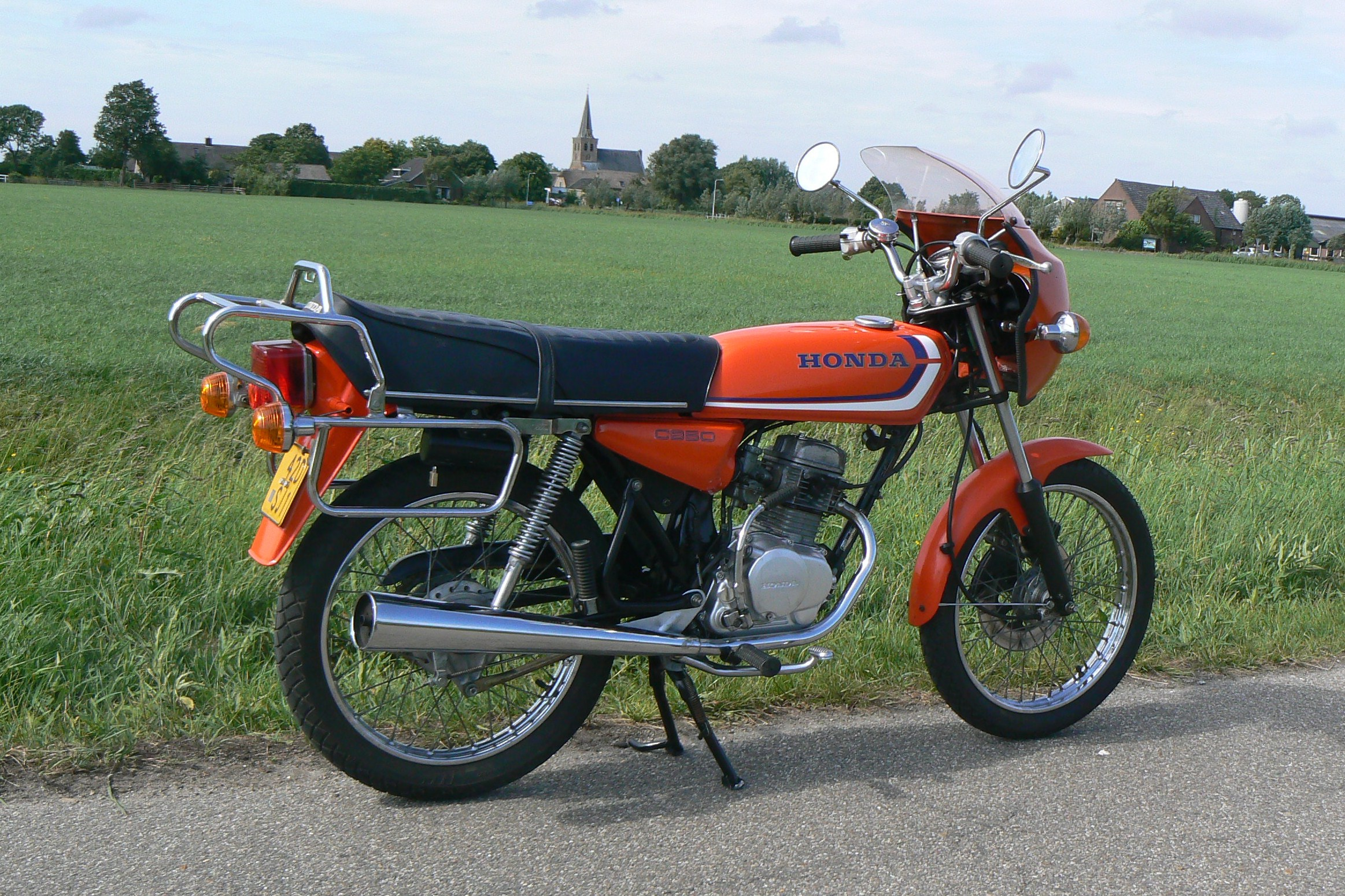
Honda CB50 J

Il modello era spinto da un motore a quattro tempi monocilindrico in linea da 49 cm³, con distribuzione a singolo albero a camme in testa (SOHC) a due valvole e raffreddamento ad aria.
La CB 50, che andava a sostituire la SS50, aveva la lubrificazione forzata e era inclinato in avanti di 20 gradi, con l'albero a camme in testa azionato da catena, che comandava a sua volta tramite bilancieri le due valvole.
Presentata inizialmente in Giappone a metà del 1971, la CB 50 venne esportata all'inizio del 1973 anche in Brasile.